# Wiktor Wladimirowitsch Iwanow (Boxer)
Wiktor Wladimirowitsch Iwanow (russisch Виктор Владимирович Иванов; * 8. Oktober 1956 in Donezk; † 23. November 2007) war ein sowjetischer Boxer. Er war 1976 Olympiateilnehmer in Montreal.

## Werdegang
Wiktor Iwanow begann als Jugendlicher mit dem Boxen. Er wurde dazu Mitglied des Sportklubs Dynamo Donezk. Er trat in die Rote Armee ein und gehörte der Militärpolizei an. Gegen Ende der 1970er Jahre, als er schon nicht mehr der sowjetischen Nationalmannschaft der Amateurboxer angehörte, wurde er nach Usbekistan versetzt und startete für den Sportklub Urozhai Namangan. Bei einer Größe von 1,86 Metern startete er als Erwachsener immer im Schwergewicht und ab 1981 im Superschwergewicht.
1975 wurde er sowjetischer Juniorenmeister im Schwergewicht in der Altersgruppe U 20. Im gleichen Jahr startete er auch bei einem internationalen Turnier in Halle (Saale) und besiegte dort im Finale Roland Köber aus der DDR durch techn. KO in der 3. Runde. Im November 1975 nahm er an einer Wettkampfreise der Nationalmannschaft in die Vereinigten Staaten teil. Dabei ging er in drei Länderkämpfen in New York, Cincinnati und Las Vegas an den Start und besiegte seine US-amerikanischen Gegner Greg Sorrentino, Deron Anthony und Richard Schanner jeweils in der 1. Runde durch KO bzw. durch Abbruch.
1976 wurde er im Alter von knapp 19 Jahren sowjetischer Meister im Schwergewicht. Er besiegte dabei Wjatscheslaw Alexejew nach Punkten, kam zu einem kampflosen Sieg über Dimitri Tichomolow, schlug Juri Sudakow nach Punkten und besiegte den erfahrenen Pjotr Sajew durch Abbruch in der 1. Runde. Aufgrund dieser guten Ergebnisse wurde er dann bei den Olympischen Spielen in Montreal eingesetzt. Er kam dort in der Vorrunde zu einem Punktsieg über Jürgen Fanghänel aus der DDR (3:2 Richterstimmen), verlor aber im Achtelfinale gegen Atanas Suwandschijew aus Bulgarien nach Punkten (1:4), womit er ausschied und nur auf den 9. Platz kam. Im Dezember 1976 musste Wiktor Iwanow bei der Ermittlung des sog. „absoluten Meisters“, bei der die besten Boxer der drei schweren Gewichtsklassen am Start waren, eine KO-Niederlage in der 3. Runde im Kampf gegen Nikolai Axjonow hinnehmen.
1978 gewann Wiktor Iwanow in Lodz den Meistertitel bei der 19. Meisterschaft der Polizeien der Warschauer-Pakt-Staaten. Er kam dabei im Finale zu einem Sieg über Jerzy Skroczek aus Polen.
Bei den sowjetischen Meisterschaften war er erst wieder in den Jahren 1980 bis 1983 am Start. Er konnte dabei aber nicht mehr an den Erfolg von 1976 anknüpfen. In diesen Jahren gewann er nur im Jahre 1982 mit einem 3. Platz im Superschwergewicht, das im Jahre 1981 eingeführt worden war, eine Medaille. Auch auf internationaler Ebene kam er zu keinem Einsatz mehr.

## Internationale Erfolge
| Jahr | Platz | Wettbewerb                                               | Gewichtsklasse | Ergebnis |
| 1975 | 1.    | 11. Freundschafts-Turnier in Halle (Saale)               | Schwer         | nach einem techn. KO-Sieg in der 3. Runde über Roland Körber, DDR                                                           |
| 1976 | 9.    | OS in Montreal                                           | Schwer         | nach einem Punktsieg (3:2) über Jürgen Fanghänel, DDR und einer Punktniederlage (1:4) gegen Atanas Suwandschijew, Bulgarien |
| 1978 | 1.    | Meisterschaft der Polizeien der Warschauer-Pakts-Staaten | Schwer         | nach einem Sieg im Finale über Jerzy Skoczek, Polen                                                                         |

## Länderkämpfe
| Jahr | Ort           | Begegnung       | Gewichtsklasse | Ergebnis                                        |
| 1975 | New York City | USA gegen UdSSR | Schwer         | KO-Sieg in der 1. Runde über Greg Sorrentino    |
| 1975 | Cincinnati    | USA gegen UdSSR | Schwer         | Abbruch-Sieg in der 1. Runde über Deron Anthony |
| 1975 | Las Vegas     | USA gegen UdSSR | Schwer         | v KO-Sieg in der 1. Runde über Richard Schanner |

## Sowjetische Meisterschaften
| Jahr | Platz | Gewichtsklasse | Ergebnis |
| 1975 | 1.    | Schwer         | Anm.: Juniorenmeisterschaft U 20 |
| 1976 | 1.    | Schwer         | nach Punktsieg über Wjatscheslaw Alexejew, kampfl. Sieg über Dimitri Tichomolow, Punktsieg über Juri Sudakow und Abbruch-Sieg in der 1. Runde über Pjotr Sajew |
| 1976 | 9.    | Schwer         | Ermittlung des "absoluten Meisters": KO-Niederlage in der 3. Runde gegen Nikolai Axjonow                                                                       |
| 1980 | 9.    | Schwer         | nach Punktniederlage im Achtelfinale gegen Wassili Schub |
| 1981 | 5.    | Superschwer    | nach Punktniederlage im Viertelfinale gegen Alexander Krasko                                                                                                   |
| 1982 | 3.    | Superschwer    | nach Punktniederlage im Halbfinale gegen Andrei Oreschkin |
| 1982 | 9.    | Superschwer    | Ermittlung des "absoluten Meisters": nach Punktniederlage im Achtelfinale gegen Sergei Solkin                                                                  |
| 1983 | 5.    | Superschwer    | nach Punktniederlage im Viertelfinale gegen Sergei Kormilizin                                                                                                  |

## Erläuterungen
- OS = Olympische Spiele
- Gewichtsklassen: Schwergewicht, damals ab 81 kg und seit 1981 bis 91 kg, Superschwergewicht, seit 1981 ab 91 kg Körpergewicht